# Maurice Strakosch
Maurice Strakosch (15. ledna 1825 Židlochovice – 9. října 1887 Paříž) byl americký hudebník a impresário českého a židovského původu.

## Život
Narodil se v Gross-Seelowitz (dnes Židlochovice ) na Moravě. Debutoval jako pianista ve věku 11 let v Brně provedením klavírního koncertu od Johanna Hummela. Vzhledem k tomu, že jeho rodiče nebyli spokojeni s jeho volbu povolání, utekl ve dvanácti letech do Vídně, kde studoval u Šimona Sechtera a nějakou dobu také studoval zpěv u italské sopranistky Giuditta Pasta.
V roce 1843 se setkal s italským tenorem Salvatore Pattim (1800–1869) na hudebním festivalu ve Vicenze. Pět let poté byl manažerem Pattiho skupiny v New Yorku. Tímto začal svou úspěšnou kariéru jako manažer ve Spojených státech a začalo jeho dlouholeté přátelství s rodinou Patti. V roce 1852 se oženil s Pattiho dcerou Amalií. Byl také prvním manažerem nejmladší a nejúspěšnější Pattiho dcery Adeliny od jejího debutu v roce 1859 až do jejího manželství v roce 1868.

Kromě Pattise a jeho bratra Maxe (narozeného v Brně 27. září 1835, zemřel v New Yorku 17. března 1892) pracoval jako impresário u zpěvaček a zpěváků jako byla Teresa Parodi, Christine Nilsson, Marie Heilbronn, Eufrosyne Parepa-Rosa, Carlotta Patti, Karl Formes, Pasquale Brignoli, Italo Campanini, Pauline Lucca, Thérèse Tietjens, Marie Roze a Marietta Alboni či u pianisty Louise Moreau Gottschalka.
Strakosch občas hrál na piano, například duet s norským houslistou Ole Bullem během jeho turné v Americe. V roce 1857 byla provedena v New Yorku jeho opera Don Giovanni di Napoli. Populární byly jeho skladby pro klavír, mezi nimi jedna ze zhudebněných básní Bayarda Taylora.
V roce 1886 vydal své paměti – Souvenirs d'un impresario. Zemřel v Paříži v roce 1887.